# Viséum
| ❮ | System      | Subsystem     | Serie                   | Stufe        | ≈ Alter (mya) |
| ❮ | später      | später        | später                  | später       | jünger        |
| - | ----------- | ------------- | ----------------------- | ------------ | ------------- |
| ❮ | K a r b o n | Pennsylvanium | Oberes Pennsylvanium    | Gzhelium     | 298,9 ⬍ 303,7 |
| ❮ | K a r b o n | Pennsylvanium | Oberes Pennsylvanium    | Kasimovium   | 303,7 ⬍ 307   |
| ❮ | K a r b o n | Pennsylvanium | Mittleres Pennsylvanium | Moskovium    | 307 ⬍ 315,2   |
| ❮ | K a r b o n | Pennsylvanium | Unteres Pennsylvanium   | Bashkirium   | 315,2 ⬍ 323,2 |
| ❮ | K a r b o n | Mississippium | Oberes Mississippium    | Serpukhovium | 323,2 ⬍ 330,9 |
| ❮ | K a r b o n | Mississippium | Mittleres Mississippium | Viséum       | 330,9 ⬍ 346,7 |
| ❮ | K a r b o n | Mississippium | Unteres Mississippium   | Tournaisium  | 346,7 ⬍ 358,9 |
| ❮ | früher      | früher        | früher                  | früher       | älter         |

Das Viséum (im deutschen Sprachgebrauch meist verkürzt zu Visé) ist in der Erdgeschichte ein Zeitabschnitt des Karbon (Paläozoikum). In der chronostratigraphischen Untergliederung des Karbon ist es die zweite Stufe des Mississippium-Subsystems und die einzige Stufe der Mittleren Mississippium-Serie. In absoluten Zahlen ausgedrückt (geochronologisch) handelt es sich um den Zeitraum von vor etwa 346,7 bis 330,9 Millionen Jahren. Die Stufe folgt auf die Tournaisium-Stufe und wird von der Serpukhovium-Stufe abgelöst.

## Namensgebung und Geschichte
Die Stufe ist nach der Stadt Visé in Belgien benannt. Die Unterteilung des mitteleuropäischen Unterkarbon (oder Dinantium) geht auf André Hubert Dumont (1832) zurück. Aber erst Laurent-Guillaume de Koninck (1842–44) benannte die beiden Teile mit „calcaire carbonifère de Tournai“ und „calcaire carbonifère de Visé“. Es war in erster Linie eine lithostratigraphische Unterteilung. 1860 führte Gosselet die „étage du calcaire de Visé“. In der Legende zu den sechs Blättern der Geologischen Karte von Belgien (Dupont, 1882–1883) wurde daraus die „étage de Visé“.

## Definition und GSSP
Die Basis der Stufe ist durch das Erstauftreten der Fusulinen-Art Eoparastaffella simplex (Morphotyp 1/Morphotyp 2) definiert. Die Conodonten-Art Gnathodus homopunctatus setzt nur 10 cm oberhalb dieser Grenze ein. Die obere Grenze des Viséum bzw. die Untergrenze des Serpukhovium wird durch das Erstauftreten der Conodonten-Art Lochriea ziegleri definiert. Das offizielle Referenzprofil der Internationalen Kommission für Stratigraphie (Global Stratotype Section and Point) für das Viséum wurde 2008 ratifiziert und liegt in der Nähe von Pengchong (Guangxi, 24.4333° N, 109.4500° E). Die Untergrenze des Viséum liegt im Pengchong-Profil an der Basis der Bank 83.

## Regionale Untergliederung
Das Viséum war ursprünglich eine regionale Stufe, die fast ausschließlich in Europa benutzt wurde. Außerhalb Europas waren andere Stufen zur Untergliederung des Unterkarbon in Gebrauch. Mit der Ratifizierung des Viséum und der Festlegung eines GSSP wurde das Viséum zur globalen Stufe. In Europa wurde es je nach Region weiter in Unterstufen unterteilt. In Deutschland entspricht es dem höheren Teil des Erdbachium und dem Aprathium; beide Unterstufen sind heute eher ungebräuchlich. In Belgien entspricht das Viséum dem Moliniacium, Livium und Warnantium. In England wird es mit dem höheren Teil des Chadium, dem Arundium, dem Holkerium, dem Asbium und dem Brigantium korreliert. In anderen Regionen (z. B. Nordamerika, Russland) sind weitere regionale Gliederungen in Gebrauch.

## Biostratigraphische Untergliederung
Das Viseum wird in vier Conodonten-Biozonen unterteilt:
- Lochriea nodosa-Zone
- Lochriea mononodosa-Zone
- Gnathodus bilineatus-Zone
- Gnathodus texanus-Zone

Es korreliert mit den Foraminiferen-Intervalzonen MFZ9 bis MFZ15 des Mississippium.
In der stratigraphischen Abfolge der rugosen Korallen korreliert es mit dem höheren Teil der RC4- bis zur RC8-Zone.